# Badmintonnationalmannschaft von Aruba
Die Badmintonnationalmannschaft von Aruba repräsentiert Aruba in internationalen Badmintonwettbewerben. Erste Auftritte des Nationalteams fanden Mitte der 1970er Jahre statt, nachdem der nationale Verband im vorgenannten Zeitraum gegründet wurde und erste Mannschaftsteilnahmen an den Carebaco-Meisterschaften erfolgten. Sitz des Verbandes ist in Oranjestad.

## Badminton-Panamerikameisterschaft
Gemischtes Team U19
| Jahr | Resultat       |
| ---- | -------------- |
| 2009 | Gruppe B – 12. |

## Zentralamerika- und Karibikspiele
| Jahr | Resultat     |
| ---- | ------------ |
| 1990 | Gruppenphase |

## Nationalspieler
Herren
- Junjie Feng
- Jonah Arthur Tromp
- Kevin Dijkhoff
- Mackie Lu

Frauen
- Leyenne Schairer
- Cristle Nieuw
- Thirsa van der Linden